# Jangi
Jangi (w transliteracji z pisma klinowego Ia-an-gi) – król Asyrii, w Asyryjskiej liście królów wymieniony jako jeden z 17 królów, którzy mieszkali w namiotach.